# Haslam
Haslam is een plaats in de Australische deelstaat Zuid-Australië en telt 50 inwoners (2006).